# 1723-as busz
Az 1723-as jelzésű autóbuszvonal távolsági autóbuszjárat Sopron és Fonyód között, melyet a Volánbusz Zrt. lát el.

## Története
2023. június 17 óta közlekedik nyári tanszünetben naponta egy járatpár Sopron és Fonyód között.
2024. június 22 óta nem áll meg Keszthelyen a Helikon üdülőtelep, a Gyermeküdülő és Fenékpuszta, Zala-híd megállóknál.

## Közlekedése
A járat Sopront és Fonyódot köti össze. Útvonalának hossza 178 km, menetideje Fonyód felé 3 óra 41 perc, Sopron felé 3 óra 43 perc.
Nyári tanszünetben naponta egy járatpár szállítja az utasokat.

## Megállóhelyei
| 0  | Sopron, autóbusz-állomás végállomás        | 45 | 1, 2, 3, 3Y, 4, 5, 5A, 5Y, 6, 7, 7A, 7B, 7T, 8, 10, 10B, 12, 13, 13B, 14, 14B, 17, 21, 27, 27A, 27B, 27T, 32, 33 1642, 1660, 1662, 1719, 1720, 1722, 1724, 1725, 1726 7071, 7072, 7073, 7205, 7207, 7208, 7209, 7210, 7211, 7212, 7219, 7220, 7225, 7227, 7228, 7230, 7231, 7235, 7242, 7246 |
| ∫  | Sopron, Csengery utca, Elzett-udvar        | 44 | 1, 2, 3Y, 4, 10, 10B, 11Y, 12 |
| 1  | Sopron, Csengery utca nyomda               | ∫  | 4, 5, 5A, 5T, 7, 7A, 7B, 7T, 11, 11A, 11B, 17, 22, 27, 27A, 27B, 27T, 32 1642, 1660, 1662, 1719, 1720, 1722, 1724, 1725, 1726 7071, 7072, 7073, 7207, 7208, 7210, 7211, 7219, 7220, 7224, 7225, 7227, 7228, 7230, 7231, 7235, 7242 |
| 2  | Sopron, Csengery utca kórház               | 43 | 4, 5, 5A, 5T, 5Y, 22 1642, 1660, 1662, 1719, 1720, 1722, 1724, 1725, 1726 7071, 7072, 7073, 7207, 7208, 7210, 7211, 7219, 7220, 7224, 7225, 7227, 7228, 7230, 7231, 7235 |
| 3  | Kópháza, autóbusz-váróterem                | 42 | 1642, 1660, 1662, 1719, 1720, 1722, 1724, 1725, 1726 7071, 7072, 7073, 7207, 7208, 7209, 7210, 7211, 7219, 7220, 7224, 7225, 7227, 7228, 7230, 7231, 7235 |
| 4  | Nagycenk, 84-es főút, kisvendéglő          | 41 | 1642, 1660, 1662, 1724, 1725, 1726 7225, 7227, 7228, 7230, 7231, 7235 |
| 5  | Sopronkövesd, csárda                       | 40 | 1642, 1660, 1662, 1724, 1725, 1726 7227, 7228, 7230, 7231, 7235 |
| 6  | Lövő, Roto-Elzett gyár                     | 39 | 1660, 1725, 1726 7227, 7228, 7230, 7231, 7235 |
| 7  | Lövő, községháza                           | 38 | 1724, 1725 7227, 7228, 230, 7231 |
| 8  | Nemeskér, bejárati út                      | 37 | 1724, 1725 7227, 7228, 7230, 7231 |
| 9  | Újkér, községháza                          | 36 | 1724, 1725 7227, 7228, 7230, 7231 |
| 10 | Simaság, autóbusz-váróterem                | 35 | 1724, 1725 6706, 7227, 7228, 7230 |
| 11 | Sajtoskál, autóbusz-váróterem              | 34 | 1724, 1725 6706, 6745, 6748, 6749, 7227 |
| 12 | Tompaládony, autóbusz-váróterem            | 33 | 1724, 1725, 1850 6740, 6744, 6745, 6748, 6749, 7227 |
| 13 | Hegyfalu, vasútállomás bejárati út         | 32 | 1724, 1725 6740, 6742, 6744, 6745, 6748, 7227 személyvonat |
| 14 | Zsédeny, autóbusz-váróterem                | 31 | 1724, 1725 6740, 6742, 6744, 6745, 6748, 7227 |
| 15 | Rábapaty, autóbusz-váróterem               | 30 | 1724, 1725 6740, 6742, 6744, 6745, 6748, 6751, 6753, 6754, 7227 |
| 16 | Sárvár, Kisfaludy utca                     | 29 | 1725 6740, 6742, 6744, 6745, 6748, 6751, 6753, 6754, 6790, 7227 |
| 17 | Sárvár, autóbusz-állomás                   | 28 | 1663, 1664, 1670, 1673, 1724, 1725, 1848 6628, 6630, 6632, 6740, 6742, 6744, 6745, 6748, 6753, 6754, 6759, 6760, 6770, 6773, 6774, 6775, 6777, 6781, 6782, 6784, 6790, 7164, 7227 |
| 18 | Sárvár, Termálfürdő                        | 27 | 1663, 1670, 1673, 1848 6632, 6759, 6760, 6770, 6773, 6774, 6775, 6777, 6782, 7164 |
| 19 | Sümeg, autóbusz-állomás                    | 26 | 1216, 1620, 1664, 1673, 1724, 1725, 1727, 1794 6305, 6391, 6395, 6396, 7373, 7396, 7398, 7722, 7736, 7751, 7752, 7753, 7754, 7755, 7757, 7759, 7771, 7773, 7781, 7782, 7811, 7835, 7841, 7842 |
| 20 | Balatonederics, bejárati út                | 25 | 1189, 1212, 1569, 1579, 1625, 1631, 1636, 1658, 1714, 1735, 1736, 1806, 1808, 1846 6361, 6363, 6364, 7357, 7721 |
| 21 | Balatonederics, Becehegy, Kastély-fogadó   | 24 | 1212, 1625, 1636, 1714, 1736, 1806 6361, 6364, 7357, 7721 |
| 22 | Balatongyörök, Becehegy                    | 23 | 1189, 1212, 1579, 1625, 1631, 1636, 1658, 1714, 1735, 1736, 1808, 1846 6361, 6363, 6364, 7357, 7721 |
| 23 | Balatongyörök, Szépkilátó                  | 22 | 1189, 1212, 1579, 1625, 1631, 1636, 1658, 1714, 1735, 1736, 1806, 1808, 1846 6361, 6363, 6364, 7357, 7721 |
| 24 | Balatongyörök, bejárati út                 | 21 | 1189, 1212, 1569, 1579, 1625, 1631, 1636, 1658, 1714, 1735, 1736, 1806, 1808, 1846 6360, 6361, 6363, 6364, 7357, 7721 |
| 25 | Vonyarcvashegy, vasútállomás bejárati út   | 20 | 1189, 1212, 1569, 1579, 1625, 1631, 1636, 1658, 1714, 1735, 1736, 1806, 1808, 1846 6360, 6361, 6363, 6364, 7357, 7721 személyvonat, Lesence expresszvonat, Tanúhegy expresszvonat, Helikon InterRégió |
| 26 | Vonyarcvashegy, óvoda                      | 19 | 1212, 1625, 1636, 1714, 1736 6360, 6361, 6363, 6364, 7357 |
| 27 | Gyenesdiás, takarékpénztár                 | 18 | 1189, 1212, 1569, 1579, 1625, 1631, 1636, 1658, 1714, 1735, 1736, 1806, 1808, 1846 6360, 6361, 6363, 6364, 6365, 7357, 7721 |
| 28 | Gyenesdiás, községháza                     | 17 | 1189, 1212, 1579, 1625, 1631, 1636, 1658, 1714, 1735, 1736, 1806, 1808, 1846 6360, 6361, 6363, 6364, 7357, 7721 |
| 29 | Keszthely, Vágóhíd utca                    | 16 | 1 1189, 1212, 1579, 1625, 1631, 1636, 1658, 1714, 1735, 1736, 1806, 1808, 1846 6360, 6361, 6363, 6364, 7357, 7721 |
| 30 | Keszthely, Jegenye utca                    | 15 | 1 1212, 1625, 1636, 1714, 1736 6360, 6361, 6363, 6364, 7357, 7721 |
| 31 | Keszthely, kórház                          | 14 | 1 1189, 1212, 1569, 1579, 1625, 1631, 1636, 1658, 1714, 1735, 1736, 1806, 1808, 1846 6360, 6361, 6363, 6364, 7357, 7721 |
| 32 | Keszthely, autóbusz-állomás                | 13 | 1, 2, 3, 5, C5 1194, 1212, 1402, 1499, 1506, 1569, 1579, 1625, 1631, 1636, 1658, 1665, 1666, 1673, 1714, 1724, 1725, 1732, 1735, 1736, 1794, 1806, 1808, 1842, 1846 5974, 5976, 6103, 6162, 6192, 6216, 6230, 6231, 6237, 6306, 6310, 6316, 6350, 6355, 6360, 6361, 6363, 6364, 6370, 6375, 6384, 6386, 6387, 6391, 6395, 6396, 6398, 6415, 7357, 7721, 7722 személyvonat, sebesvonat, Helikon InterRégió, Lesence expresszvonat, Tanúhegy expresszvonat, Fenyves expresszvonat, Balaton InterCity    |
| 33 | Keszthely, Egyetem, kollégium              | 12 | 3 1194, 1402, 1499, 1506, 1569, 1579, 1665, 1673, 1842 5974, 5976, 6103, 6162, 6192 |
| 34 | Keszthely, Fenékpuszta, Festetics-major    | 11 | 1569 5974, 5976, 6103, 6162, 6192 |
| 35 | Balatonberény, vasútállomás                | 10 | 1578, 1579, 1665 5976, 6043, 6103, 6162, 6166 személyvonat, sebesvonat, Déli<-parti InterRégió, Déli->parti InterRégió, Helikon InterRégió, Napfürdő expresszvonat, Fenyves expresszvonat, Aranyhíd expresszvonat Balaton InterCity |
| 36 | Balatonberény, Rozmaring utca              | 9  | 1578, 1579, 1665 5976, 6043, 6103, 6162, 6166 |
| 37 | Balatonmáriafürdő, Vilma utca              | 8  | 1578, 1579, 1665 5976, 6103, 6162, 6166 |
| 38 | Balatonmáriafürdő, vasútállomás            | 7  | 1569, 1578, 1579, 1673 5976, 5986, 6042, 6043, 6103, 6160, 6162, 6166 személyvonat, sebesvonat, Déli<-parti InterRégió, Déli->parti InterRégió, Helikon InterRégió, Napfürdő expresszvonat, Fenyves expresszvonat, Aranyhíd expresszvonat Balaton InterCity, Tópart InterCity, Agram-Tópart nemzetközi InterCity |
| 39 | Balatonkeresztúr, iskola                   | 6  | 1569, 1665, 1673 5976, 5986, 6042, 6103, 6160, 6162, 6166 |
| 40 | Balatonfenyves, vasútállomás               | 5  | 1402, 1499, 1506, 1578, 1579, 1665, 1673, 1842 5905, 6042, 6043 személyvonat, sebesvonat, Déli<-parti InterRégió, Déli->parti InterRégió, Helikon InterRégió, Napfürdő expresszvonat, Fenyves expresszvonat, Balaton InterCity, Tópart InterCity, Agram-Tópart nemzetközi InterCity, Balatonfenyvesi Gazdasági Vasút |
| 41 | Balatonfenyves, felső                      | 4  | 1402, 1499, 1506, 1578, 1579, 1665, 1673, 1842 5905, 6042, 6043 |
| 42 | Balatonfenyves, Tömörkény utca             | 3  | 1402, 1499, 1506, 1578, 1579, 1665, 1842 5905, 6042, 6043 |
| 43 | Fonyód (Alsóbélatelep), vasúti megállóhely | 2  | 1402, 1499, 1506, 1578, 1579, 1665, 1673, 1842 5905, 6042, 6043 személyvonat, sebesvonat, Déli<-parti InterRégió, Déli->parti InterRégió, Helikon InterRégió, Napfürdő expresszvonat, Fenyves expresszvonat |
| 44 | Fonyód (Bélatelep), forduló                | 1  | 1 1402, 1499, 1506, 1578, 1579, 1665, 1842 5905, 6042, 6043 |
| 45 | Fonyód, vasútállomás végállomás            | 0  | 1, 2 1402, 1499, 1506, 1528, 1578, 1579, 1665, 1673, 1842 5905, 5988, 6040, 6042, 6043, 6071, 6195, 6196 személyvonat, sebesvonat, Déli<-parti InterRégió, Déli->parti InterRégió, Helikon InterRégió, Esti Csók InterRégió, Vitorlás InterRégió, Jégmadár expresszvonat, Aranypart expresszvonat, Ezüstpart expresszvonat, Aranyhíd expresszvonat, Napfürdő expresszvonat, Fenyves expresszvonat, Balaton InterCity, Tópart InterCity, Agram-Tópart nemzetközi InterCity, Adria nemzetközi InterCity |